# Huaiyin, Huai'an
Huaiyin, tidigare kallat Hwaiyin, är ett stadsdistrikt i Huai'an i Jiangsu-provinsen i östra Kina.